# シクラフリン
シクラフリン(Ciclafrine)は、アドレナリン作動薬、高血圧治療薬であるが、市販されたことはない。

## 合成
シクラフリンは、ノルフェネフリンとシクロヘプタノンの反応により、合成される。

シクラフリンの合成